# 왕강 (강)

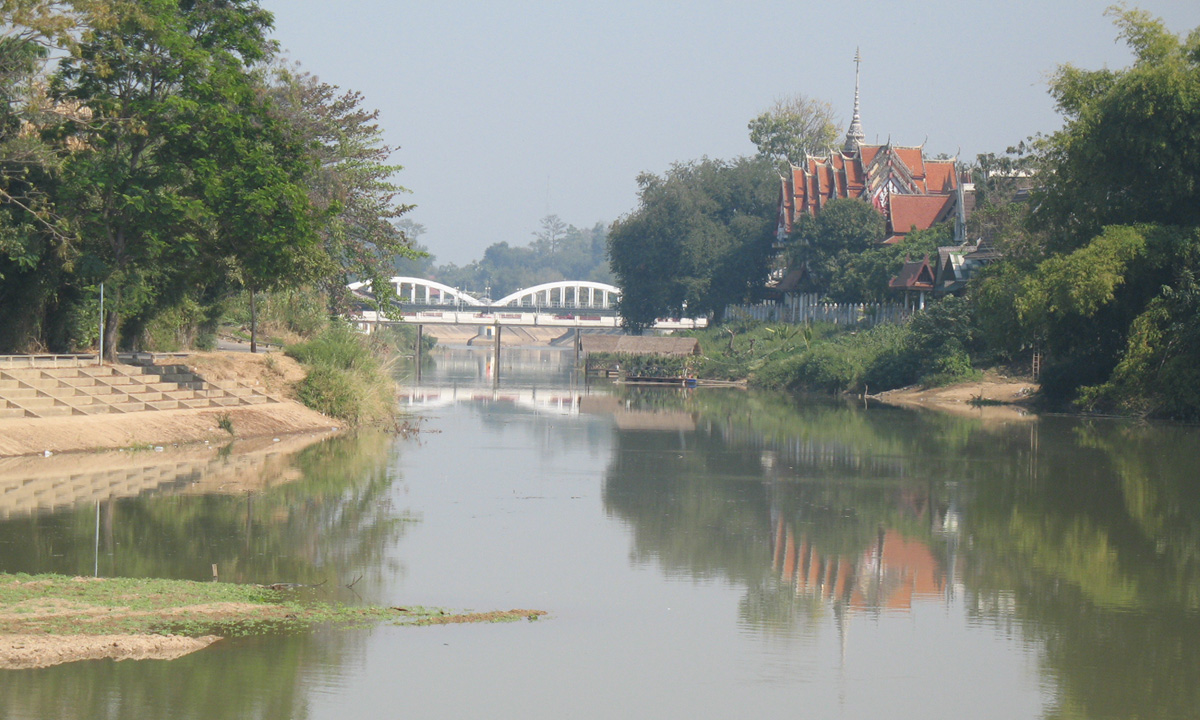
람빵의 왕강

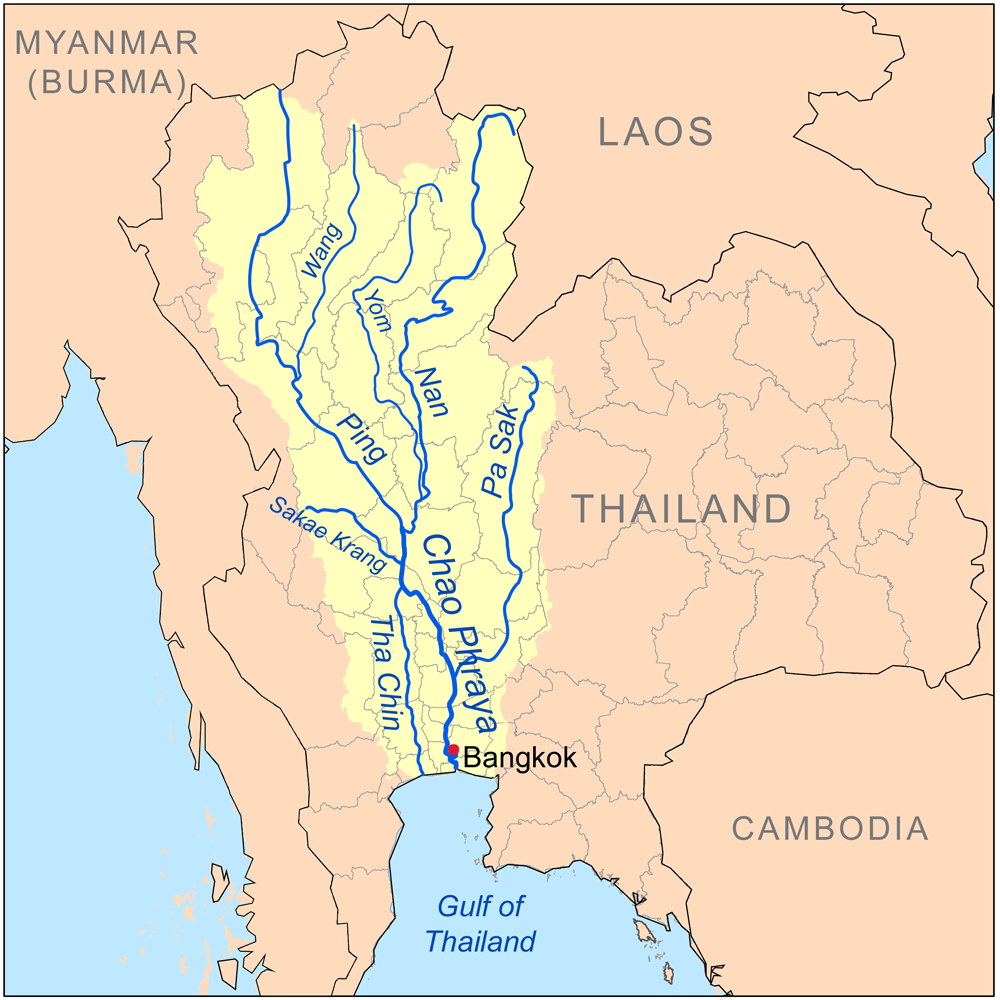
짜오프라야강 수계의 왕강

왕강(태국어: วัง)은 태국 북부의 강이다.

## 지리
왕강의 길이는 335km이고 북쪽에서 남쪽으로 흐른다. 강 주변의 주요 정착지의 하나인 람빵은 강이 굽는 곳의 북안에 위치한다. 북쪽의 치앙라이주에서 발원해 남쪽으로 흘러 람빵주를 통과하고 딱에서 다른 지류와 합류해 핑강을 형성한다. 핑강은 짜오프라야강의 지류이다.

## 지류
왕강의 지류로는 모강, 투이강, 창강, 소이강이 있다.

## 왕 분지
왕 분지는 대 핑 분지와 짜오프라야강 수계의 일부이다. 왕강과 그 지류의 유역 면적은 10,792km2이다.